# Selección de fútbol sub-17 de Irak
La Selección de fútbol sub-17 de Irak, conocida también como la Selección infantil de fútbol de Irak, es el equipo que representa al país en la Copa Mundial de Fútbol Sub-17, en la Copa Asiática Sub-17 de la AFC, en la Copa Árabe Sub-17 y en el Campeonato de la WAFF Sub-17, y es controlada por la Asociación de Fútbol de Irak.

## Palmarés
- Copa Asiática Sub-17 de la AFC: 1

2016
- Copa Árabe Sub-17: 1

2014
- Campeonato de la WAFF Sub-17: 2

2013, 2015

## Estadísticas

### Mundial Sub-17
| Mundial Sub-17 | Mundial Sub-17   | Mundial Sub-17 | Mundial Sub-17 | Mundial Sub-17 | Mundial Sub-17 | Mundial Sub-17 | Mundial Sub-17 | Mundial Sub-17 |
| Sede / Año     | Resultado        | J              | G              | E              | P              | GF             | GC             |                |
| -------------- | ---------------- | -------------- | -------------- | -------------- | -------------- | -------------- | -------------- | -------------- |
| de 1985 a 2007 | No clasificó     | No clasificó   | No clasificó   | No clasificó   | No clasificó   | No clasificó   | No clasificó   |                |
| 2009           | Descalificado    | Descalificado  | Descalificado  | Descalificado  | Descalificado  | Descalificado  | Descalificado  |                |
| 2011           | No clasificó     | No clasificó   | No clasificó   | No clasificó   | No clasificó   | No clasificó   | No clasificó   |                |
| 2013           | Fase de grupos   | 3              | 0              | 0              | 3              | 2              | 12             |                |
| 2015           | No clasificó     | No clasificó   | No clasificó   | No clasificó   | No clasificó   | No clasificó   | No clasificó   |                |
| 2017           | Octavos de final | 4              | 1              | 1              | 2              | 5              | 10             |                |
| 2019           | No clasificó     | No clasificó   | No clasificó   | No clasificó   | No clasificó   | No clasificó   | No clasificó   |                |
| 2023           | No clasificó     | No clasificó   | No clasificó   | No clasificó   | No clasificó   | No clasificó   | No clasificó   |                |
| 2025           | No clasificó     | No clasificó   | No clasificó   | No clasificó   | No clasificó   | No clasificó   | No clasificó   |                |
| Total          | 2/20             | 7              | 1              | 1              | 5              | 7              | 22             |                |

### Copa Asiática Sub-17 de la AFC
| Copa Asiática Sub-17 | Copa Asiática Sub-17 | Copa Asiática Sub-17 | Copa Asiática Sub-17 | Copa Asiática Sub-17 | Copa Asiática Sub-17 | Copa Asiática Sub-17 | Copa Asiática Sub-17 | Copa Asiática Sub-17 |
| Sede / Año           | Resultado            | J                    | G                    | E                    | P                    | GF                   | GC                   |                      |
| -------------------- | -------------------- | -------------------- | -------------------- | -------------------- | -------------------- | -------------------- | -------------------- | -------------------- |
| 1985                 | Tercer lugar         | 5                    | 3                    | 0                    | 3                    | 3                    | 2                    |                      |
| 1986                 | No participó         | No participó         | No participó         | No participó         | No participó         | No participó         | No participó         |                      |
| 1988                 | Cuarto lugar         | 6                    | 2                    | 2                    | 2                    | 8                    | 6                    |                      |
| 1990                 | No participó         | No participó         | No participó         | No participó         | No participó         | No participó         | No participó         |                      |
| 1992                 | No participó         | No participó         | No participó         | No participó         | No participó         | No participó         | No participó         |                      |
| 1994                 | 1.ª Ronda            | 4                    | 1                    | 1                    | 2                    | 4                    | 7                    |                      |
| 1996                 | No participó         | No participó         | No participó         | No participó         | No participó         | No participó         | No participó         |                      |
| 1998                 | 1.ª Ronda            | 4                    | 2                    | 0                    | 2                    | 9                    | 4                    |                      |
| 2000                 | No clasificó         | No clasificó         | No clasificó         | No clasificó         | No clasificó         | No clasificó         | No clasificó         |                      |
| 2002                 | No clasificó         | No clasificó         | No clasificó         | No clasificó         | No clasificó         | No clasificó         | No clasificó         |                      |
| 2004                 | Cuartos de final     | 4                    | 2                    | 0                    | 2                    | 7                    | 6                    |                      |
| 2006                 | 1.ª Ronda            | 3                    | 0                    | 2                    | 1                    | 1                    | 2                    |                      |
| 2008                 | No participó         | No participó         | No participó         | No participó         | No participó         | No participó         | No participó         |                      |
| 2010                 | Cuartos de final     | 4                    | 2                    | 0                    | 2                    | 7                    | 5                    |                      |
| 2012                 | Semifinales          | 5                    | 3                    | 1                    | 1                    | 8                    | 7                    |                      |
| 2014                 | No clasificó         | No clasificó         | No clasificó         | No clasificó         | No clasificó         | No clasificó         | No clasificó         |                      |
| 2016                 | Campeón              | 6                    | 3                    | 3                    | 0                    | 10                   | 5                    |                      |
| 2018                 | Fase de grupos       | 3                    | 1                    | 0                    | 2                    | 3                    | 5                    |                      |
| 2023                 | No clasificó         | No clasificó         | No clasificó         | No clasificó         | No clasificó         | No clasificó         | No clasificó         |                      |
| 2025                 | No clasificó         | No clasificó         | No clasificó         | No clasificó         | No clasificó         | No clasificó         | No clasificó         |                      |
| Total                | 10/20                | 44                   | 19                   | 9                    | 17                   | 61                   | 49                   |                      |

### Campeonato de la WAFF Sub-16/17
| WAFF Sub-16/17 | WAFF Sub-16/17 | WAFF Sub-16/17 | WAFF Sub-16/17 | WAFF Sub-16/17 | WAFF Sub-16/17 | WAFF Sub-16/17 | WAFF Sub-16/17 | WAFF Sub-16/17 |
| Año            | Resultado      | J              | G              | E              | P              | GF             | GC             |                |
| -------------- | -------------- | -------------- | -------------- | -------------- | -------------- | -------------- | -------------- | -------------- |
| 2005           | Tercer lugar   | 4              | 2              | 1              | 1              | 14             | 2              |                |
| 2007           | Cuarto lugar   | 4              | 1              | 1              | 2              | 7              | 6              |                |
| 2009           | Tercer lugar   | 4              | 3              | 0              | 1              | 15             | 6              |                |
| 2013           | Campeón        | 3              | 2              | 1              | 0              | 10             | 2              |                |
| 2015           | Campeón        | 4              | 4              | 0              | 0              | 12             | 1              |                |
| 2018           | Quinto lugar   | 4              | 0              | 0              | 4              | 2              | 13             |                |
| 2019           | Cuarto lugar   | 4              | 1              | 2              | 1              | 3              | 2              |                |
| 2021           | Fase de grupos | 2              | 1              | 0              | 1              | 3              | 3              |                |
| 2022           | Semifinalista  | 4              | 3              | 0              | 1              | 6              | 2              |                |
| 2023           | Semifinalista  | 4              | 2              | 0              | 2              | 6              | 5              |                |
| 2024           | Fase de grupos | 2              | 0              | 0              | 2              | 0              | 6              |                |
| Total          | 2 títulos      | 39             | 19             | 4              | 15             | 77             | 48             |                |

### Copa Árabe Sub-17
| Copa Árabe Sub-17 | Copa Árabe Sub-17 | Copa Árabe Sub-17 | Copa Árabe Sub-17 | Copa Árabe Sub-17 | Copa Árabe Sub-17 | Copa Árabe Sub-17 | Copa Árabe Sub-17 | Copa Árabe Sub-17 |
| Año               | Resultado         | J                 | G                 | E                 | P                 | GF                | GC                |                   |
| ----------------- | ----------------- | ----------------- | ----------------- | ----------------- | ----------------- | ----------------- | ----------------- | ----------------- |
| 2012              | Finalista         | 4                 | 3                 | 0                 | 1                 | 14                | 5                 |                   |
| 2014              | Campeón           | 5                 | 4                 | 1                 | 0                 | 10                | 1                 |                   |
| 2021              | Cancelada         | Cancelada         | Cancelada         | Cancelada         | Cancelada         | Cancelada         | Cancelada         |                   |
| 2022              | Cuartos de final  | 4                 | 2                 | 1                 | 1                 | 6                 | 7                 |                   |
| Total             | Mejor: Campeón    | 13                | 9                 | 2                 | 2                 | 30                | 13                |                   |